# Apartman
U Hrvatskoj pod apartmanom podrazumijevamo smještajnu jedinicu koja se iznajmljuje u turističke svrhe, a koja za razliku od soba osim spavaće sobe i kupaonice ima i kuhinju za samostalnu pripremu hrane. Apartmani ne mogu imati sobu, kupaonicu ili kuhinju djeljivu s drugim gostima. 
Najviše apartmana u Hrvatskoj jesu u privatnom vlasništvu, to jest u kategoriji su privatnog smještaja, no taj tip smještajnih jedinica mogu naravno sadržavati i hoteli, hosteli, moteli i slično. Po novom čak i športski centri, neke organizacije i slično.
Da bi se mogao iznajmljivati, apartman mora proći službenu kategorizaciju i ishoditi Rješenje od nadležnog državnog ureda (najčešće ured za gospodarstvo). Apartman se automatski svrstava u jednu od kategorija, te po opremljenosti i kvaliteti stječe zvjezdice. Apartman u privatnom smještaju može imati od dvije do četiri zvjezdice, dok u sklopu hotela primjerice stječe kategoriju koju nosi i sam hotel. 
Za razliku od apartmana, postoje klasični stanovi za najam, no oni u principu ne uključuju najam u turističke svrhe, ne prolaze kategorizaciju i iznajmljuju se dugoročno.